# Збоища (Львов)

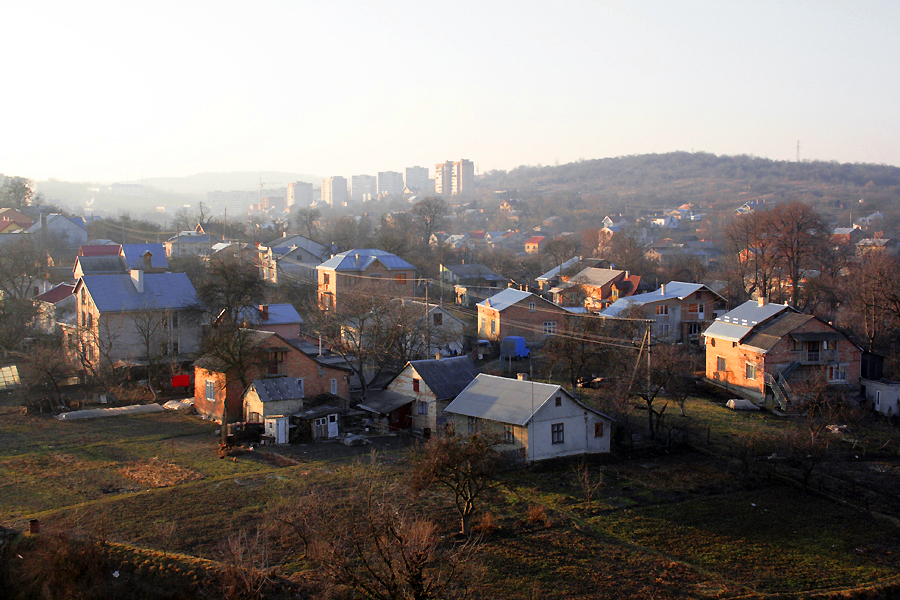
Вид на бывшее село Збоища

Збо́ища — местность в Шевченковском районе Львова (Украина), ограниченная улицами Мыколайчука, Полтвяной и Богдана Хмельницкого. Среди всех микрорайонов города Збоища — самый северный. Главные улицы: Гетмана Мазепы, Гринченко, Богдана Хмельницкого.
Восточнее Збоищ расположено пригородное село Малехов.

## История
Первое упоминание о селе Збоиска датируется 1359 годом. Оно было основано на границе Расточья и долины Полтвы, которая ныне здесь выходит на поверхность из городского коллектора.
В советское время этот район начал застраиваться типовыми многоэтажными жилыми домами, среди них было самое длинное во Львове здание (ул. Богдана Хмельницкого, 267—269). Также при СССР здесь было организовано движение троллейбуса № 13 с разворотным кольцом. В те времена Збоища считали одним из криминальных районов города.
В 1990-е на выезде из микрорайона был устроен рынок «Галицкое перекрестье». В 2001 году была сдана конечная остановка трамвая № 6 примерно на краю Збоища и Замарстынова. В начале 21 века оживилась застройка микрорайона многоэтажными жилыми домами.
В 2009 году корпорацией «Галичартбуд» сдан в эксплуатацию новый жилой квартал в районе улиц Мазепы-Плугова. Комплекс включает в себя семь 10-этажных жилых домов, супермаркет, детский сад, ЖЕК, фитнесклуб. Территория комплекса обустроена спортивными и детскими площадками, парковками для автомобилей. В непосредственной близости находятся супермаркеты «Арсен», «Вопак», «Барвинок», «Рукавичка».

## Церкви
- Всех святых земли Украинской
- Божьей Матери Неустанной Помощи
- Великомученика Дмитрия.

|                                                 |  |                              |  |                                                                             |
| Перекрёсток улиц Гринченко и Мазепы (Топольной) |  | Рынок «Галицкое перекрестье» |  | Бывший костёл Святого Дмитрия (ныне церковь Святого Великомученика Дмитрия) |